# Биккенбах, Отто
Отто Биккенбах (нем. Otto Bickenbach; 11 марта 1901, Руппихтерот, Германская империя — 26 ноября 1971, Зигбург, ФРГ) — немецкий врач, профессор Страсбургского университета, проводивший опыты по применению отравляющих веществ на заключенных концлагеря Нацвейлер-Штрутгоф. 

## Биография
Отто Биккенбах родился 11 марта 1901 года в крестьянской семье. В марте 1919 года досрочно окончил школу в Эльберфельде, после чего присоединился к добровольческому корпусу генерал-майора Леттов-Форбека в Гамбурге. С 1920 по 1923 год принадлежал к добровольческом корпусу Эрхардта. С 1920 по 1925 год изучал медицину в университетах Кёльна, Марбурга, Гейдельберга и Мюнхена. С 1928 по 1934 года работал ординатором в университетской клинике в Мюнхене.
1 мая 1933 года вступил в НСДАП (билет № 1924430). В октябре 1933 года был зачислен в ряды Штурмовых отрядов (СА). Биккенбах был одним из доцентов в Мюнхенском университете. В 1939 году вступил в Национал-социалистический союз немецких доцентов. 
В апреле 1934 года после увольнения Зигфрида Танхаузер полгода руководил медицинской клиникой Фрайбургского университета. С октября 1934 года в качестве старшего врача работал под руководством Йоханнеса Штайна в Гейдельбергском университете и также замещал директора медицинской клиники имени Лудольфа Креля в Гейдельберге. С 1937 по 1938 года сотрудничал с концерном IG Farben. В 1938 году в Гейдельберге получил академическую степень, написав работу «Корреляция кровообращения и дыхания как основа конституциональной работоспособности». Вместе с Гельмутом Везе Биккенбах проводил исследования по отравлению газом фосгеном в 1939 году. После экспериментов на животных он обнаружил, что уротропин, введенный перорально или внутривенно, оказывает профилактическое действие против возможного отравления фосгеном. 
В конце августа 1939 года был призван в вермахт, однако проходил военную службу не в действующих войсках, а в медицинской клинике Гейдельберга, где замещал начальника лазарета. В это же время проводил исследования на животных и читал лекции на тему «Патология и лечение заболеваний, полученных в ходе применения боевых отравляющих веществ» в Гейдельберге.
24 ноября 1941 года стал экстраординарным профессором Страсбургского университета. Биккенбах являлся директором медицинской поликлиники и вместе с физиком Рудольфом Фляйшманом был директором научно-исследовательского института медицинского факультета. 
В августе 1943 года в концлагере Нацвейлер была оборудована газовая камера для дальнейшего использования. Биккенбах и его ассистент Гельмут Рюль проводили эксперименты с применением газа фосгена в газовой камере с июня по август 1944 года и серию опытов летом 1943 года. В ходе опытов были убиты более 50 заключённых, в основном цыган, которые были доставлены в Нацвейлер из концлагеря Освенцим. 
17 марта 1947 года Биккенбах был арестован и депортирован во Францию. Бикенбах заявил на допросе, что проводил эксперименты с отравляющими газами «с учётом приказа Гиммлера», но эти эксперименты «противоречили врачебной этике». Протокол допроса Биккенбаха использовался в качестве документа на Нюрнбергском процессе над врачами. В этом документе Бикенбах заявил, что ему сообщили, что «лица, которые должны были выполнять роль морских свинок, были приговорены к смерти на основании соответствующих судебных решений». 24 декабря 1952 года французский военный трибунал в Меце за «преступления по применению вредных для здоровья веществ и отравлению» приговорил Биккенбаха и его коллегу из Страсбурга Ойгена Хаагена к пожизненным принудительным работам. В январе 1954 года приговор был отменён военным судом в Париже. На другом процессе в мае 1954 года военным трибуналом в Лионе Хааген и Биккенбах были приговорены к 20 годам принудительных работ. 18 сентября 1955 года был освобождён в ходе амнистии. Биккенбах открыл медицинскую практику в качестве врача-терапевта в Зигбурге.